# Districte de Brugg
El districte de Brugg és un districte de Suïssa, al cantó d'Argòvia. El cap del districte és Brugg, té 31 municipis, una superfície de 149.31 km² i 52.358 habitants (cens de 2023).

## Municipis

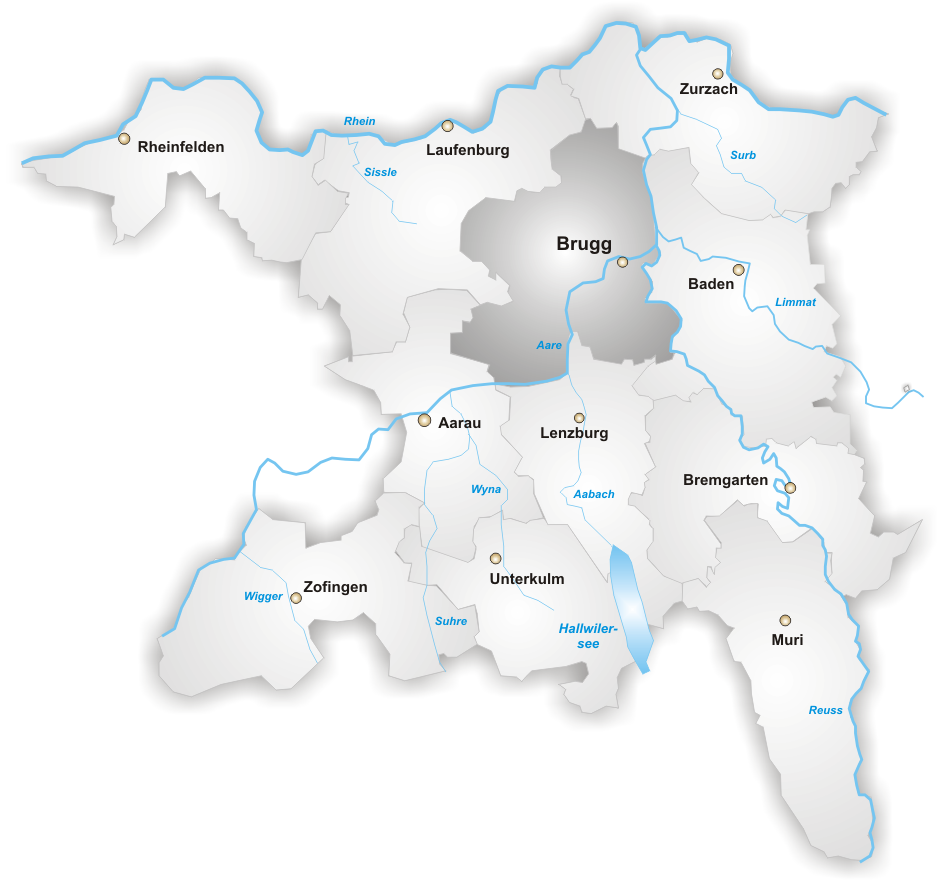
Districte de Brugg

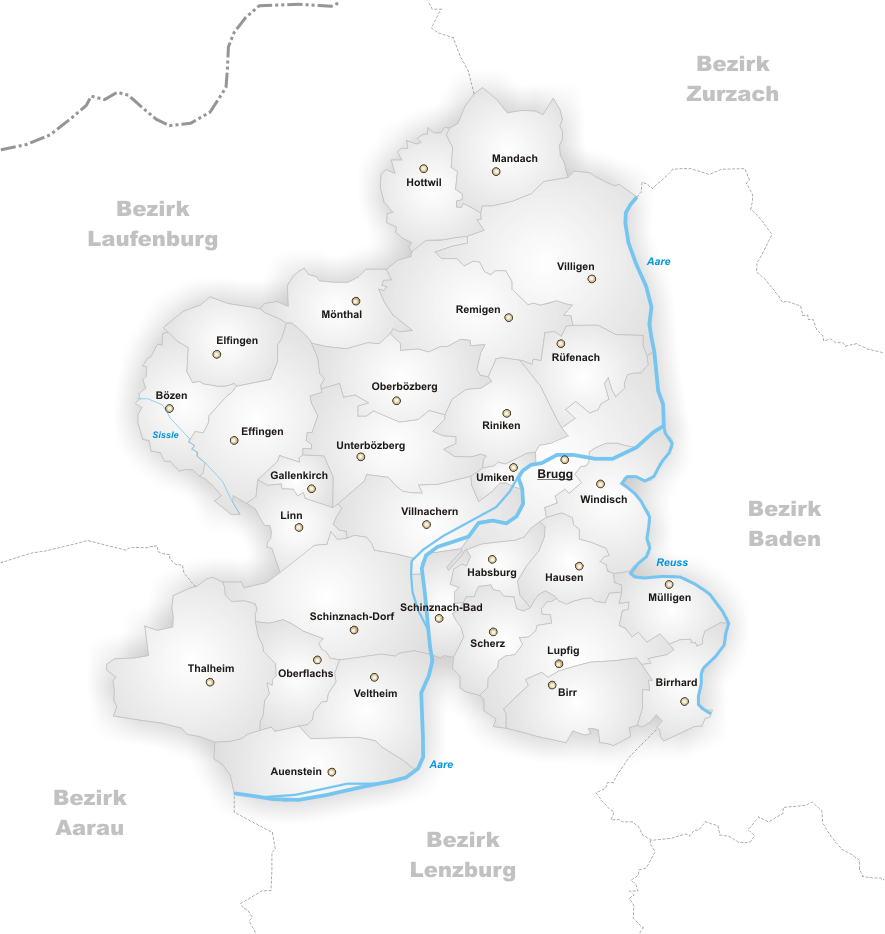
Municipis del districte de Brugg

| Escut           | Municipi        | Habitants (31.12.2004) | Superfície en km² |
| --------------- | --------------- | ---------------------- | ----------------- |
| Auenstein       | Auenstein       | 1445                   | 5.68              |
| Birr            | Birr            | 3751                   | 5.05              |
| Birrhard        | Birrhard        | 657                    | 3.00              |
| Bözen           | Bözen           | 640                    | 3.96              |
| Brugg           | Brugg           | 9212                   | 5.58              |
| Effingen        | Effingen        | 602                    | 6.85              |
| Elfingen        | Elfingen        | 248                    | 4.21              |
| Gallenkirch     | Gallenkirch     | 128                    | 1.37              |
| Habsburg        | Habsburg        | 399                    | 2.23              |
| Hausen          | Hausen          | 2638                   | 3.21              |
| Hottwil         | Hottwil         | 251                    | 4.16              |
| Linn            | Linn            | 144                    | 2.54              |
| Lupfig          | Lupfig          | 1936                   | 5.15              |
| Mandach         | Mandach         | 308                    | 5.54              |
| Mönthal         | Mönthal         | 404                    | 3.94              |
| Mülligen        | Mülligen        | 840                    | 3.16              |
| Oberbözberg     | Oberbözberg     | 520                    | 5.45              |
| Oberflachs      | Oberflachs      | 456                    | 3.38              |
| Remigen         | Remigen         | 1034                   | 7.87              |
| Riniken         | Riniken         | 1384                   | 4.76              |
| Rüfenach        | Rüfenach        | 794                    | 4.17              |
| Scherz          | Scherz          | 579                    | 3.30              |
| Schinznach-Bad  | Schinznach-Bad  | 1278                   | 1.90              |
| Schinznach-Dorf | Schinznach-Dorf | 1704                   | 8.91              |
| Thalheim        | Thalheim        | 777                    | 9.92              |
| Umiken          | Umiken          | 1066                   | 0.80              |
| Unterbözberg    | Unterbözberg    | 711                    | 6.11              |
| Veltheim        | Veltheim        | 1382                   | 5.24              |
| Villigen        | Villigen        | 1826                   | 11.21             |
| Villnachern     | Villnachern     | 1364                   | 5.75              |
| Windisch        | Windisch        | 6657                   | 4.91              |